# Toyoshima Masayuki
Toyoshima Masayuki (豊島 将之 (Phong Đảo Tướng Chi) , sinh ngày 30 tháng 4 năm 1990 (Bình Thành thứ 2) tại thành phố Ichinomiya, tỉnh Aichi) là một kỳ thủ shogi chuyên nghiệp người Nhật Bản. Anh là môn hạ của Kiriyama Kiyozumi Cửu đẳng, có số hiệu kỳ thủ là 264. Hiện anh đang sinh sống tại thành phố Amagasaki, tỉnh Hyōgo. Anh tốt nghiệp Trường THPT số 1 - Trường Đại học Kansai, sau đó theo học tại Khoa Văn học Trường Đại học Kansai, nhưng xin thôi học giữa chừng để tập trung cho shogi.
Là người nhỏ tuổi nhất gia nhập Trường Đào tạo Kỳ thủ, anh trở thành kỳ thủ chuyên nghiệp vào năm 2007 và trở thành kỳ thủ chuyên nghiệp đầu tiên sinh ra vào niên hiệu Bình Thành. Anh giành danh hiệu đầu tiên là Kỳ Thánh tại lần thứ 5 khiêu chiến danh hiệu vào năm 2008, sau đó anh giành được Vương Vị, Danh Nhân và cuối cùng là Long Vương vào năm 2019, trở thành Long Vương - Danh Nhân thứ 4 trong lịch sử.
1. ↑  "豊島将之｜棋士データベース｜日本将棋連盟". 日本将棋連盟 (bằng tiếng Nhật). Bản gốc lưu trữ ngày 27 tháng 9 năm 2018. Truy cập ngày 27 tháng 9 năm 2018. {{Chú thích báo}}: Kiểm tra giá trị ngày tháng trong: |archive-date= (trợ giúp)
2. ↑  "王将戦中継ブログ 第67期七番勝負第4局 前夜祭（５）". 日本将棋連盟. ngày 18 tháng 2 năm 2018. Bản gốc lưu trữ ngày 26 tháng 7 năm 2018. Truy cập ngày 26 tháng 7 năm 2018. {{Chú thích báo}}: Kiểm tra giá trị ngày tháng trong: |archive-date= (trợ giúp)
3. ↑  "大阪私立中学校高等学校　芸術文化連盟 | 優秀生徒、OB・OG紹介". 大阪私立中学校高等学校芸術文化連盟 公式サイト. Bản gốc lưu trữ ngày 13 tháng 8 năm 2019. Truy cập ngày 13 tháng 8 năm 2019. {{Chú thích web}}: Kiểm tra giá trị ngày tháng trong: |archive-date= (trợ giúp)
4. ↑  Tờ Thế giới Shogi số ra tháng 3 năm 2011
5. ↑  "棋士・豊島将之竜王×関西大学・芝井敬司理事長徹底したAI研究が、ひとつのターニングポイントに。｜ヘッドライン 一覧｜大学広報・プレスリリース｜関西大学について｜関西大学". www.kansai-u.ac.jp (bằng tiếng Nhật). Truy cập ngày 13 tháng 7 năm 2021.
6. ↑  "平成生まれで初!豊島　名人位獲得　初挑戦で史上初ストレート勝ち" (bằng tiếng Nhật). スポニチ Sponichi Annex. Bản gốc lưu trữ ngày 8 tháng 5 năm 2021. Truy cập ngày 27 tháng 5 năm 2022.